# خبط المحرك

خبط المحرك (ملاحظة 1) هي ظاهرة تحدث في محركات الاحتراق الداخلي تحدث عندما يحدث احتراق مبكر لنسبة قليلة من مزيج الوقود والهواء خارج المكان المخصص له عند شمعة الاحتراق في المحرك.